# Heidemoswants
De heidemoswants (Drymus sylvaticus) is een wants uit de onderfamilie Rhyparochrominae en uit de familie bodemwantsen (Lygaeidae).
De onderfamilie Rhyparochrominae wordt ook weleens als een zelfstandige familie Rhyparochromidae gezien in een superfamilie Lygaeoidea. Lygaeidae is conform de indeling van bijvoorbeeld het Nederlands Soortenregister.

## Uiterlijk
De kop, het schildje (scutellum), het halsschild (pronotum), de poten en antennes zijn zwart. De voorvleugels zijn donkerbruin. De heidemoswants is moeilijk te onderscheiden van de Ryes moswants (Drymus ryeii). Bij de heidemoswants ontbreken de rechtopstaande haren op schenen (tibia). De voorvleugels van de ryes moswants zijn gelijkmatiger donker gekleurd en de membranen (doorzichtig deel van de voorvleugels) zijn zwarter. De vleugels van de ryes moswants zijn bovendien meestal iets korter dan het achterlijf (abdomen). Bij de heidemoswants steken de vleugels iets over het abdomen heen (macropteer). De lengte is 3,5 – 4,7 mm.

## Verspreiding en habitat
De soort komt voor in bijna geheel Europa, vanaf het zuidelijke deel van Scandinavië tot het noordelijke deel van het Middellandse Zeegebied. Naar het oosten strekt het verspreidingsgebied zich uit tot in Siberië en China. Hij heeft een voorkeur voor drogere, meer open gebieden (vaak begroeid met heide), dan de meeste andere soorten uit het genus Drymus. Dit ondanks zijn wetenschappelijke naam (sylvaticus = bos-).

## Leefwijze
De wantsen zuigen aan zaden, maar er is geen voorkeur bekend voor een bepaalde voedselplant. Wel worden ze vaak bij struikheide (Calluna) gevonden. De imago’s overwinteren en paren in mei en juni. De vrouwtjes leggen hun eieren in de strooisellaag. De nimfen zijn gevonden tot laat in de herfst, maar de volwassen wantsen van de nieuwe generatie verschijnen vanaf augustus.